# Florin Niță
Florin Niță, né le 3 juillet 1987 à Bucarest en Roumanie, est un footballeur international roumain qui joue au poste de gardien au Damac FC.

## Carrière

### En club
En 2006, âgé de 19 ans, Florin Niță rejoint le Concordia Chiajna et dispute ses premiers matches seniors en 3e division roumaine. Il fait ses débuts en Liga I, le 25 juillet 2011, lors d'une défaite 1–2 à domicile contre le Sportul Studențesc.
En décembre 2012, il rejoint son club formateur, le Steaua Bucarest, à l'été de l'année suivante. Il s'impose très vite comme titulaire au cours de la saison 2015-2016, au cours de laquelle il enregistre 32 matches toutes compétitions confondues. Avec le Steaua Bucarest, il participe aux compétitions européennes, disputant sept matchs de Ligue des champions et onze de Ligue Europa.
En début d'année 2018, il est transféré au Sparta Prague pour un montant de deux millions d'euros,.
Il est prêté à FK Pardubice pour le reste de la saison 2022-2023.
Le 9 septembre 2023, Niță rejoint, pour un an, le Gaziantep FK.
Le 25 août 2024, il signe un contrat de deux ans au Damac FC, en première ligue saoudienne.

### En sélection
Il joue son premier match en équipe de Roumanie le 9 novembre 2017, en amical contre la Turquie, en remplaçant Costel Pantilimon à la 71e minute de jeu.
Il est retenu dans la liste des 26 joueurs roumains du sélectionneur Edward Iordănescu pour participer à l'Euro 2024. Il sera titularisé pour les 4 matchs de la compétition.

## Vie privée
Né dans une famille très modeste, dans le quartier de Drumul Taberei, il perd son père à 5 ans. Au début de sa carrière professionnelle, il travaille comme ouvrier dans une usine de cozonac afin de subvenir au besoin de sa famille.

## Statistiques
| Saison                | Club                  | Championnat           | Championnat | Championnat | Coupe(s) nationale(s) | Coupe(s) nationale(s) | Compétition(s) continentale(s) | Compétition(s) continentale(s) | Compétition(s) continentale(s) | Total | Total |
| Saison                | Club                  | Division              | M.          | B.          | M.                    | B.                    | Comp.                          | M.                             | B.                             | M.    | B.    |
| 2007-2008             | Concordia Chiajna     | D2                    | 7           | 0           | -                     | -                     | -                              | -                              | -                              | 7     | 0     |
| 2008-2009             | Concordia Chiajna     | D2                    | 15          | 0           | -                     | -                     | -                              | -                              | -                              | 15    | 0     |
| 2009-2010             | Concordia Chiajna     | D2                    | 29          | 0           | -                     | -                     | -                              | -                              | -                              | 29    | 0     |
| 2010-2011             | Concordia Chiajna     | D2                    | 27          | 0           | -                     | -                     | -                              | -                              | -                              | 27    | 0     |
| 2011-2012             | Concordia Chiajna     | D1                    | 21          | 0           | -                     | -                     | -                              | -                              | -                              | 21    | 0     |
| 2012-2013             | Concordia Chiajna     | D1                    | 18          | 0           | 2                     | 0                     | -                              | -                              | -                              | 20    | 0     |
| Sous-total            | Sous-total            | Sous-total            | 117         | 0           | 2                     | 0                     | -                              | -                              | -                              | 119   | 0     |
| 2013-2014             | Steaua Bucarest       | D1                    | 5           | 0           | 3                     | 0                     | -                              | -                              | -                              | 8     | 0     |
| 2014-2015             | Steaua Bucarest       | D1                    | 3           | 0           | 3                     | 0                     | -                              | -                              | -                              | 6     | 0     |
| 2015-2016             | Steaua Bucarest       | D1                    | 29          | 0           | 2                     | 0                     | C3                             | 1                              | 0                              | 32    | 0     |
| 2016-2017             | Steaua Bucarest       | D1                    | 29          | 0           | 4                     | 0                     | C1+C3                          | 3+6                            | 0                              | 42    | 0     |
| 2017-2018             | Steaua Bucarest       | D1                    | 21          | 0           | -                     | -                     | C1+C3                          | 4+4                            | 0                              | 29    | 0     |
| Sous-total            | Sous-total            | Sous-total            | 87          | 0           | 12                    | 0                     | -                              | 18                             | 0                              | 117   | 0     |
| 2017-2018             | Sparta Prague         | D1                    | 14          | 0           | -                     | -                     | -                              | -                              | -                              | 14    | 0     |
| 2018-2019             | Sparta Prague         | D1                    | 26          | 0           | -                     | -                     | C3                             | 2                              | 0                              | 28    | 0     |
| 2019-2020             | Sparta Prague         | D1                    | 11          | 0           | 2                     | 0                     | C3                             | 2                              | 0                              | 15    | 0     |
| 2020-2021             | Sparta Prague         | D1                    | 26          | 0           | 1                     | 0                     | C3                             | 3                              | 0                              | 30    | 0     |
| 2021-2022             | Sparta Prague         | D1                    | 15          | 0           | -                     | -                     | C1+C3+C4                       | 4+4+0                          | 0+0+0                          | 23    | 0     |
| Sous-total            | Sous-total            | Sous-total            | 92          | 0           | 3                     | 0                     | -                              | 15                             | 0                              | 110   | 0     |
| 2022-2023             | FK Pardubice          | D1                    | 17          | 0           | -                     | -                     | -                              | -                              | -                              | 17    | 0     |
| 2023-2024             | Gaziantep FK          | D1                    | 34          | 0           | 1                     | 0                     | -                              | -                              | -                              | 35    | 0     |
| Total sur la carrière | Total sur la carrière | Total sur la carrière | 347         | 0           | 18                    | 0                     | -                              | 33                             | 0                              | 398   | 0     |

## Palmarès

### En club
| Steaua Bucarest - Championnat de Roumanie (2) - Champion : 2014 et 2015 - Vice-champion : 2016, 2017 et 2018 - Coupe de Roumanie (1) - Vainqueur : 2015 - Finaliste : 2014 - Coupe de la Ligue roumaine (2) - Vainqueur : 2015 et 2016 |  | Sparta Prague - Coupe de Tchéquie (1) - Vainqueur : 2020 - Championnat de Tchéquie - Vice-champion : 2021 |  |

### Individuel
- Élu Footballeur roumain de l'année 2021